# Kaginawa

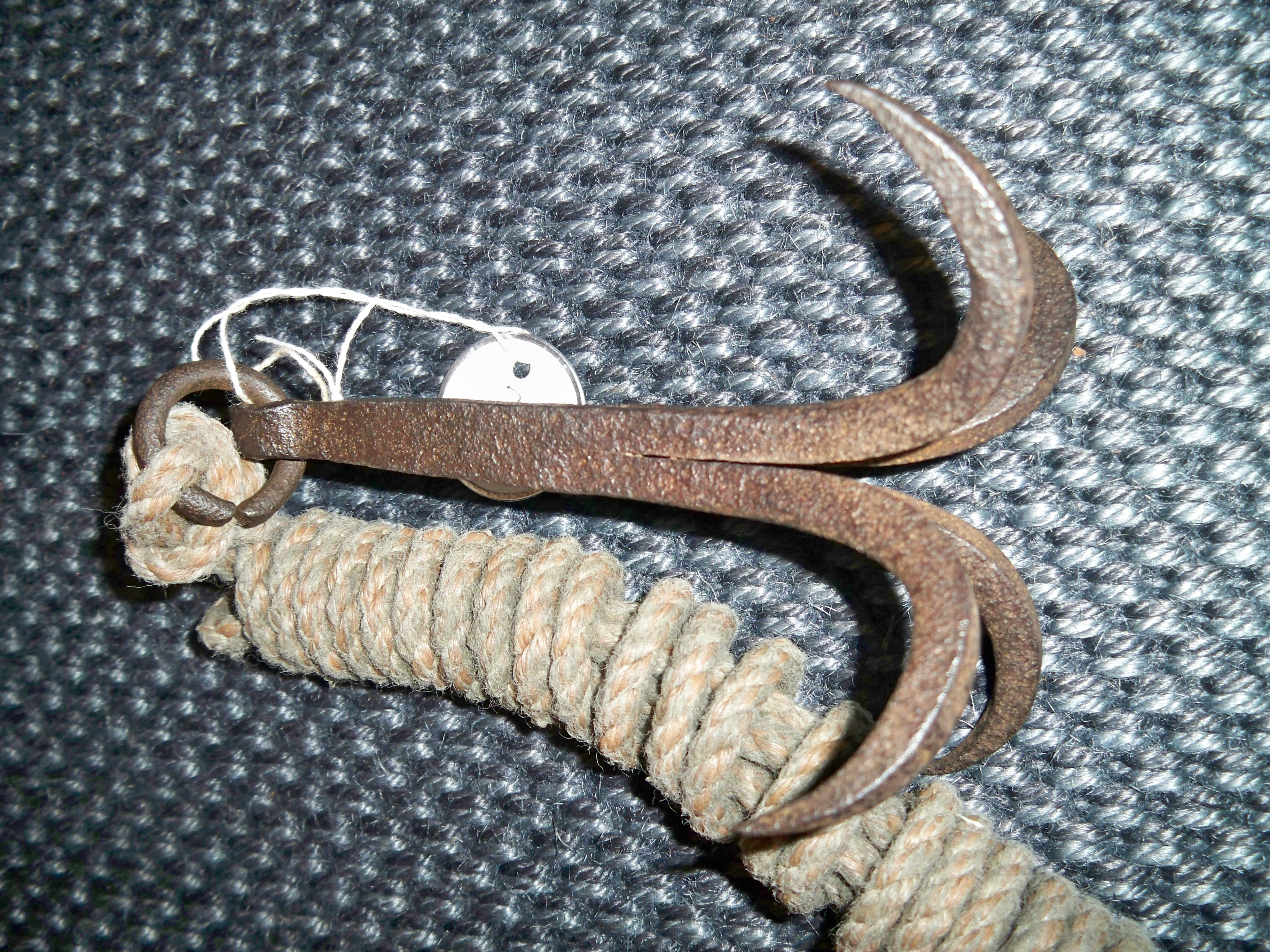
Ferro japonês escalada gancho Kaginawa.

Kaginawa (钩縄) é a combinação das palavras kagi gancho de sentido e significado corda nawa. O kaginawa é um tipo de gancho utilizado como ferramenta no Japão feudal pelos samurais de classe, seus serventes, soldados a pé e por ninjas.
Kaginawa tem diversas configurações, de um a quatro ganchos. O kagi seria atracado a um nawa de vários comprimentos, foi então utilizado para grandes escaladas de parede em vez disso, para roubar um barco, ou para pendurar as armaduras e outros equipamentos durante a noite. Kaginawa foi usado regularmente durante vários cercos de diversos castelos. O nawa foi anexado a um anel em uma extremidade, que poderia ser usado para pendurá-lo em uma sela.